# TV Globo

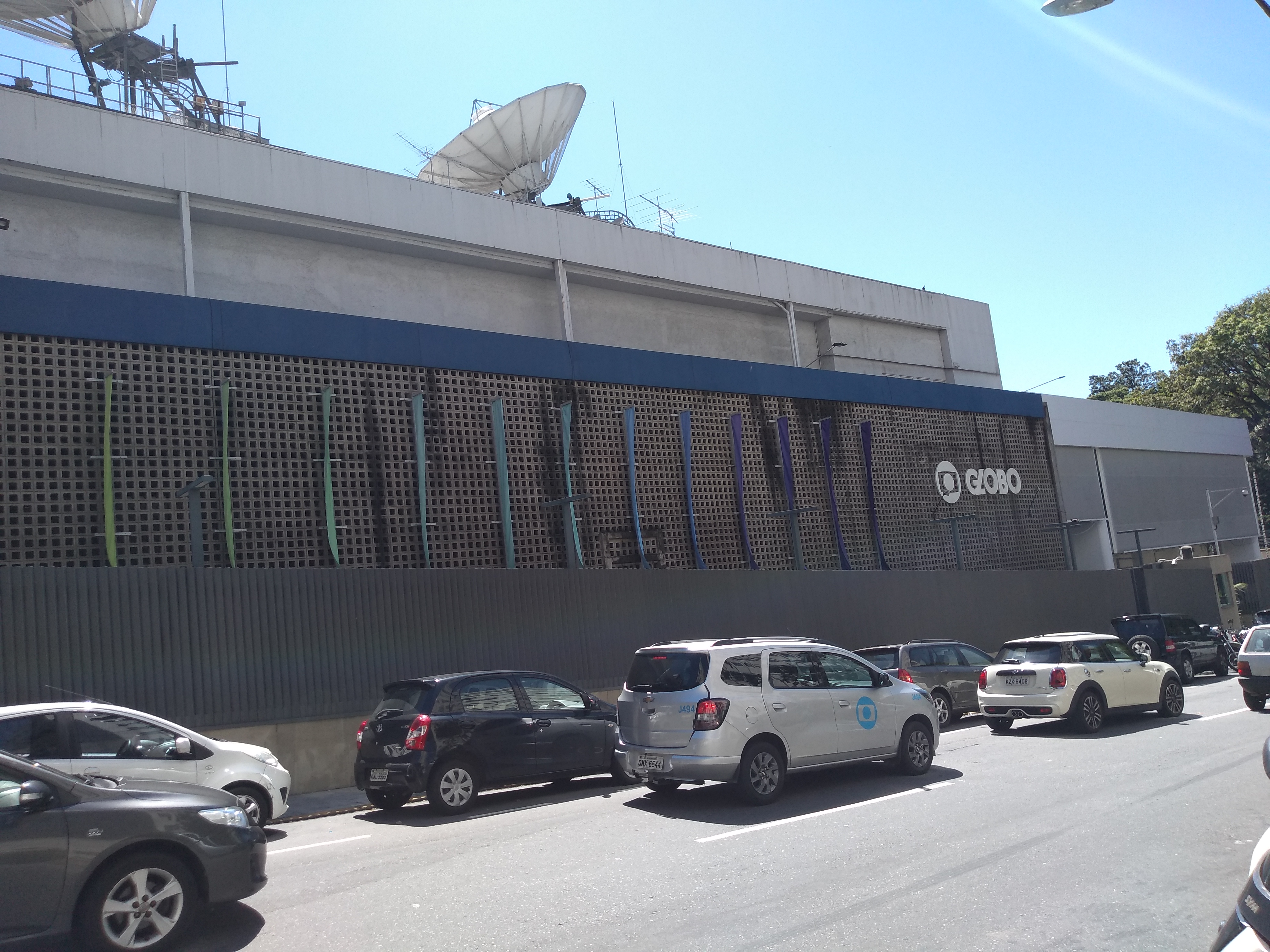
Quartier generale di TV Globo a Rio de Janeiro.

TV Globo (portoghese:  [ˈteve ˈɡlobu], Globe TV) precedentemente noto come Rede Globo o semplicemente Globo, è una rete televisiva free-to-air brasiliana, lanciata dal proprietario dei media Roberto Marinho il 26 aprile 1965. È di proprietà del conglomerato dei media Grupo Globo. Globo è la più grande rete televisiva commerciale in Sud America e la seconda più grande rete televisiva commerciale con entrate annuali in tutto il mondo solo dopo la statunitense ABC e la più grande produttrice di telenovelas.
Globo ha la sua sede nel Jardim Botânico, di Rio de Janeiro, dove si trova anche la sua divisione news. I principali studi di produzione della rete sono ubicati in un complesso chiamato Estúdios Globo, situato a Jacarepaguá. È composto da 123 emittenti televisive di proprietà ed affiliate in tutto il Brasile oltre alle proprie reti internazionali, Globo TV International e TV Globo Portugal. Nel 2008 la Globo trasferì le sue operazioni analogiche alla produzione televisiva ad alta definizione per la televisione digitale.
Rede Globo è una delle maggiori società di media al mondo e produce in Brasile circa 2.400 ore di intrattenimento e 3.000 ore di giornalismo all'anno. Attraverso la sua rete, l'emittente copre il 98,6% del territorio del Brasile. Riconosciuto per la sua qualità di produzione, l'azienda è già stata presentata con 14 Emmy internazionali. Le operazioni internazionali di Globo includono sette canali televisivi pay-per-view ed una divisione di produzione e distribuzione che distribuisce contenuti sportivi e di intrattenimento brasiliani in oltre 190 paesi in tutto il mondo. 
In Brasile, Globo TV raggiunge attualmente il 99,5% dei potenziali spettatori, praticamente tutta la popolazione brasiliana, con 122 emittenti che trasmettono programmi a oltre 183 milioni di persone. La rete è stata responsabile per i 20 programmi più visti trasmessi dalla televisione brasiliana, tra cui Avenida Brasil, una telenovela da record del 2012 che raggiunse 50 milioni di telespettatori e fu venduta in 130 paesi.
Negli anni ottanta il mercato televisivo italiano iniziò ad aprirsi ai capitali privati e la Globo acquistò, per poi vendere nel 1994, la rete televisiva italo-monegasca Telemontecarlo, la quale adottò il suo caratteristico logo e la sua programmazione, tra cui le novelas e il Carnevale di Rio. Il canale trasmette Globo Internacional, sua versione mondiale, criptata su Hot Bird 7A.

## Storia
Nel luglio 1957, il Presidente della Repubblica brasiliana, Juscelino Kubitschek, approvò la concessione televisiva per Radio Globo, e, il 30 dicembre 1957, il Consiglio Nazionale di Telecomunicazioni pubblicò un decreto concedendo il Canale 4 di Rio de Janeiro alla TV Globo Ltda, le cui trasmissioni ebbero inizio il 26 aprile 1965.

### Inizio dell'espansione
Nel 1966, la TV Globo arriva a San Paolo con l'acquisizione del canale 5 che, dal 1952, funzionava come la TV Paulista, di proprietà delle Organizações Victor Costa. Il 5 febbraio 1968, venne inaugurata la terza emittente, a Belo Horizonte, e le reemittenti di Juiz de Fora e Conselheiro Lafaiete, oltre ad un link di microonde che collegava il Rio de Janeiro a San Paolo.
Le prime emittenti affiliate alla Rede Globo sono state la TV Triângulo (Rede Integração de Uberlândia), la TV Gaúcha (RBS TV Porto Alegre), nel 1967, e la TV Anhanguera (Rede Anhanguera), nel 1968.

### L'accordo con la Time-Life
Nel 1967, Roberto Marinho firma un contratto di cooperazione tra la Rede Globo ed il gruppo Time-Life. L'accordo, ricevette critiche pesanti , sembrava andare contro la legge brasiliana, ma ha concesso a Roberto Marinho un finanziamento di sei milioni di dollari, mentre per avviare la miglior emittente del gruppo Tupi erano stati necessari solo trecentomila dollari. Fu l'embrione per la creazione del network. Tuttavia, il contratto non venne considerato illegale, in quanto precedeva solo un accordo di cooperazione tecnologica e finanziaria, che, data la polemica, venne chiuso, coprendo il debito, solo nel corso del decennio degli anni 70.

### L'inizio della Rede Globo
L'inizio della TV Globo come rete di emittenti affiliate in tutto il paese si realizza dopo del 1969, quando inizia ad andare in onda il "Jornal Nacional", primo telegiornale nazionale, trasmesso ancora oggi per l'emittente. Il primo programma venne presentato da Hilton Gomes e Cid Moreira.
Il 21 aprile 1971, va in onda, sul canale 10, TV Globo Brasília, con la trasmissione in diretta da Rio de Janeiro, di una partita del Vasco Da Gama contro il Flamengo, seguita dal programma Som Livre Exportação. Nel 1971 venne anche messo in onda il "Jornal Hoje".
Nel 1972 viene inaugurata TV Globo Recife. Anche in quell'anno la Globo partecipò al pool di emittenti che trasmise il primo programma nazionale ed ufficiale a colori, insieme alle sue concorrenti, Tupi, Record, Bandeirantes tra altre: l'apertura della Festa dell'Uva, a Caxias do Sul, il 19 febbraio 1972.
Nel 1973 debutta, "Globo Repórter", ancora oggi trasmesso per l'emittente e va in onda il programma giornalistico "Fantástico", ancora oggi trasmesso alla domenica. Nel 1974 iniziano le prime trasmissioni a colori, a pieno regime dopo 3 anni di sperimentazioni. Dal 1982 l'emittente trasmette via satellite.
Il decennio di 1970 è il periodo in cui la Globo inizia a costruire quello che sarebbe chiamato "Modello Globo di Qualità", dove il primo tempo viene occupato con due telenovele separate da un telegiornale breve e sintetico, una telenovela che da allora sarebbe stata chiamata "telenovela dalle otto" e, dopo, una linea di spettacoli, film, o il "Globo Repórter". Questo modello non è altro che la cosiddetta "griglia fissa", tanto nella programmazione verticale, quanto nella programmazione orizzontale, orchestrata dal 1960 da Walter Clark e José Bonifácio de Oliveira Sobrinho, prima responsabili della programmazione dell'estinta TV Excelsior. 
La maggior parte delle "innovazioni" imposte sulla griglia di programmazione e nella forma di produzione dei programmi è stata realizzata grazie all'assunzione di professionisti provenienti dalla TV Excelsior, alla quale la concessione venne tolta nel 1970 dalla dittatura militare, e che già operava con molti dei parametri utilizzati dalla Rede Globo per creare il suo "Modello Globo di Qualità".
Questo modello sarebbe stato decisivo per la conquista dell'audience, perché, alla fine del decennio di 1970, le due grandi reti, la Rede Record e la Rede Tupi, erano in crisi per mancanza di risorse e di strategia, la seconda poi chiuderà i battenti, lasciando di fatto solo Rede Globo come un'alternativa di una qualità sufficiente e competitiva.

## Programmi

### Le telenovelas
Rede Globo è famosa per le sue telenovelas, vendute attualmente in più di trenta paesi, e coprono diversi generi: commedie, romantiche, attuali e d'epoca, e sono ambientate in tutti gli stati del Brasile.
Sono stati sollevati molti dubbi se tali telenovelas trasmettano i reali usi e costumi della società brasiliana, e se riflettano, nel complesso la società. Alcuni negano ciò, soprattutto a causa dell'estensione geografica e della grande diversità socio-culturale della nazione. 
Inoltre, sia le telenovelas di Globo in Brasile, che le telenovelas di Televisa in Messico, e le serie televisive negli Stati Uniti, producono fenomeni di "massificazione", oggetto di numerosi studi, massificazione che può essere verificata semplicemente anche in maniera empirica, senza la necessità di un protocollo o di studi sperimentali complessi: è sufficiente frequentare qualsiasi negozio di abbigliamento e di calzature, e in qualche regione del paese, alla ricerca di elementi in sintonia con ciò che appare in TV. Il fatto è noto, e l'industria sfrutta la potenzialità di commercializzazione associata. Un recente effetto delle telenovele della Rede Globo è l'aver indotto il Brasile ad adottare solo 3 fusi orari.
Attualmente l'emittente è nel Guinness dei primati per aver prodotto più di 260 telenovelas. Trasmette, nei giorni feriali e dal 24 aprile 1995, anche una soap opera, Malhação.
Alcuni critici indicano le telenovelas come una delle cause del crollo del cinema brasiliano degli anni 1980. Nel decennio successivo, Rede Globo ha investito nel mercato cinematografico, approfittando delle sue infrastrutture, spesso dismesse, e della sua esperienza nel campo televisivo e dei suoi contratti con attori e registi. 
Un altro dubbio tra molti critici, è se i brasiliani, nella media percettori di un reddito basso, scelgono di andare al cinema a pagare per vedere film, quando le telenovelas sono gratuite e disponibili in varie edizioni e formati. Inoltre, il pubblico che guarda i film nordamericani ed europei, e paga per l'ingresso, non è necessariamente lo stesso pubblico che guarda la Rede Globo gratuitamente e regolarmente. I detrattori di questa emittente affermano che le produzioni cinematografiche della Rede Globo sono eccessivamente commerciali e di scarsa qualità, e che l'emittente in realtà non favorisce il cinema brasiliano, preferendo trasmettere la cerimonia dell'Oscar, piuttosto che la Festività del Cinema di Gramado. In realtà questa rete televisiva preferisce trasmettere un evento di massa piuttosto che un evento locale, per sua natura più ristretto.

### Tipologia delle telenovelas di Rede Globo
Le telenovelas della Rede Globo sono di quattro tipi:
- Telenovela delle sei pomeridiane
- Telenovela delle sette pomeridiane
- Telenovela delle nove pomeridane
- Telenovela delle undici pomeridiane

Le telenovele delle sei vengono trasmesse dopo le 18 quotidianamente, esclusa la domenica; durano 50 minuti per puntata, hanno una trama semplice che non richiede molta attenzione da parte dei telespettatori e spesso sono telenovele d'epoca. Le telenovele delle sette vengono trasmesse dopo le 19 quotidianamente, esclusa la domenica; hanno una durata di un'ora per puntata, presentano una trama più leggera e comica e sono più adatte ad un pubblico di bambini. Le telenovele delle nove vengono trasmesse alle 21 circa quotidianamente, esclusa la domenica: hanno una durata di oltre 70 minuti per puntata, una trama drammatica, complessa e impegnativa, un valore aggiunto alle storie d'amore e alle tematiche sociali; Originariamente si chiamavano telenovele delle otto perché venivano trasmesse alle 20, ma col passare degli anni, a causa della nascita del Jornal Nacional, il telegiornale serale della Rede Globo, e dell'avanzamento della sua durata, non iniziavano prima delle 21. Le telenovele delle undici vengono trasmesse alle 23; spesso si tratta di remake di altre telenovele trasmesse precedentemente, e vengono trasmesse alle 23, perché la visione è di solito vietata ai minori di 14 anni; non vengono trasmesse costantemente a causa dei loro ascolti bassi, e spesso al loro posto vengono trasmesse miniserie, cioè telenovele aventi una durata inferiore alle 60 puntate.

### Informazione
Nel 1969 il "Jornal Nacional" è stato il primo telegiornale brasiliano ad essere trasmesso su scala nazionale. Viene trasmesso dal lunedì al venerdì alle 20.30. Gli episodi narrati qui di seguito sono tratti dal libro 35 Anos de Jornal Nacional, prodotto nel 2004.
- Anno 1989, elezioni presidenziali. Rede Globo è protagonista di uno dei più famosi casi di censura. Trasmette infatti un faccia a faccia tra i candidati Lula e Collor. In questo programma però si notano vistosi tagli che forzano il secondo candidato ad un'immagine migliore. Questo censura porterà un mare di polemiche. Da allora Globo trasmette in diretta tale tipo di programmi informativi.
- Altra grande polemica si ha nel 1984, quando Rede Globo viene accusata di aver dato un risalto eccessivo all'imponente festa dei 430 anni dalla fondazione della città di San Paolo.

Oltre al Jornal Nacional vi sono altri programmi dedicati all'informazione. Il telegiornale trasmesso in tarda mattinata è il Jornal Hoje, mentre quello della notte è il Jornal da Globo. Praça TV è lo spazio dedicato alle reti televisive affiliate, e trasmette in due edizioni, una a mezzogiorno dalla durata di 40 minuti, l'altra alle 19.10 dalla durata di 20 minuti. Bom Dia Brasil viene trasmesso tutte le mattine. Globo Repórter è un reportage trasmesso tutti i venerdì alle 22. Fantástico è un programma di attualità e di approfondimento giornalistico trasmesso tutte le domeniche in prima serata, tra i più longevi in Brasile, in onda dal 1973. Globo Esporte è il notiziario sportivo trasmesso quotidianamente alle 12.40.

### Sport
La Rede Globo possiede i diritti su:
Calcio
Da anni trasmette i Mondiali, pur condividendoli in alcune edizioni con altri canali. Trasmette anche la Serie A del campionato brasiliano, la Copa Libertadores, la Coppa del Brasile e la UEFA Champions League.
Formula 1
Dagli anni 80. Rinnovato più volte. Ha curato per anni la regia del Gran Premio del Brasile.
Olimpiadi
Per tanti anni Rede Globo ha trasmesso in esclusiva per il Brasile le Olimpiadi.
A Pechino 2008, Rede Globo fu responsabile della trasmissione per tutto il mondo dei giochi di beach volley. Le Olimpiadi del 2010 e del 2012 sono state invece trasmesse dalla rivale Record. Nel 2014 e soprattutto quelle del 2016 di Rio de Janeiro Rede Globo condivide i diritti di trasmissione delle olimpiadi con Record e Bandeirantes. In seguito rinnova i diritti col CIO fino al 2032.

### Programmi per ragazzi
Dal 3 luglio 2000 al 2015, Rede Globo ha trasmesso lo spazio dedicato ai ragazzi chiamato TV Globinho. Fino al 23 giugno 2012 veniva trasmesso tutte le mattine, ma, a causa dei bassi ascolti, iniziò ad essere trasmesso esclusivamente il sabato mattina.

### Intrattenimento e reality show
I principali format internazionali trasmessi da Rede Globo sono  Big Brother Brasil e The Voice. I programmi d'intrattenimento sono : Vídeo Show, TV Xuxa, Domingão do Faustão, Programa do Jô, Mais Você, Bem Estar e Encontro com Fátima Bernardes.
Tra gli altri programmi c'è la serie Os caras de pau, in onda dal 2010.

## Logo
Il primo logo di Rede Globo, utilizzato nel primo anno di trasmissioni, fu una specie di rosa dei venti con i lati che riconducono ad un 4, numero del canale attivo a Rio de Janeiro.
Venne poi seguito da un cerchio diviso in sei segmenti che riconduce appunto ad un globo. Il logo subisce una modifica nel 1972: il globo viene accompagnato da 7 cerchi corrispondenti alle prime sette emittenti affiliate.
Quello più conosciuto, rappresentato da una sfera con uno schermo televisivo contenente un'altra sfera, è del 1976. Il progetto è del designer tedesco naturalizzato brasiliano Hans Donner, secondo il quale la sfera rappresenta il mondo, ed il rettangolo uno schermo televisivo. Inizialmente bianco e blu, poi metallizzato, assume una nuova forma dieci anni dopo, con le sfere metallizzate e lo schermo con lo spettro dei colori dell'arcobaleno, che negli anni cambia solo nelle tonalità delle sfere. Nel 2008, lo schermo diventa in 16:9, il gradiente arcobaleno è più definito e la sfera piccola diventa talora di colore blu; 6 anni dopo, le sfere diventano bianche, mentre nel 2021, il gradiente iridato è sostituito da colori fluorescenti variabili. La versione del 2008 venne sviluppata specificamente per sottolineare il passaggio dall'analogico al digitale.
|                                    |                                       |                                 |                               |                   |                                  |
| 26 aprile 1965 - 25 settembre 1966 | 26 settembre 1966 - 30 settembre 1972 | 1º ottobre 1972 - 4 agosto 1976 | 5 agosto 1976 - 29 marzo 2008 | dal 30 marzo 2008 | dal 2013 (come logo alternativo) |

## Slogan
Istituzionali
- 1965-1971: O que é bom está na Globo. (Le cose belle sono su Globo.)
- 1984-1985: Entre no ar, no pique da Globo. (Vieni in diretta, col brio di Globo) Variante:
  - Primavera no ar, no pique da Globo (La primavera è nell'aria, col brio di Globo)
- 1985: O que pinta de novo, pinta na tela da Globo. (Quel che c'è di nuovo, c'è sullo schermo di Globo)
- 1985: O veiculo de comunicação número 1 do país. (Il media numero 1 del paese.)
- 1986-1987: Vem que tem, na Globo tem! (Vieni a vedere, Globo ha tutto!)
- 1987-1988: Pegue esta onda, essa onda pega! (Cattura quest'onda, l'onda che cattura!)
- 1989: 89, A Globo pega pra valer. (89, Globo fa sul serio)
- 1990: A Globo 90 è nota 100. (Globo nel 90 punta al 100)
- 1991-1997: Globo e você, tudo a ver! (Globo e voi, tutto da vedere.) Varianti:
  - Globo e você, toda hora, tudo a ver! (Globo e voi, a tutte le ore, tutto da vedere!)
  - A Globo vira e mexe, e mexe con você! Globo e você, tudo a ver! (Globo si gira e si muove, si muove con voi! Globo e voi, tutto da vedere!)
  - Esse mundo è tudo seu! Globo e você, tudo a ver (Questo mondo è vostro! Globo e voi, tutto da vedere!)
- 1997-1998: Quem tem Globo, tem tudo. (Chi ha Globo, ha tutto)
- 1998: Globo, um caso de amor com você. (Globo, un'infatuazione con te)
- 1999: Uma nova emoção a cada dia. (Una nuova emozione ogni giorno)
- 2000: 35 anos no coração do Brasil. (35 anni nel cuore del Brasile.)
- 2001: Globo. A gente se vê por aqui. (Globo. Ci vediamo qui.)
- 2012: A gente se liga em você. (Siamo legati in voi.)

Fine dell'anno
- 1988: 89, a Globo pega pra valer. (89, la Globo cattura davvero.)
- 1989: Um 90 nota 100 para você também. (Un 90 al 100% anche per te)
- 1990: A paz ainda é um sonho possível. (La pace è ancora un sogno possibile)
- 1991: Invente, tente, faça um 92 diferente. (Inventa, provaci, fai un 92 differente)
- 1994: 95, Globo e você, 30 anos. (Globo e te, 30 anni)
- 1995: Seja feliz como você sempre quis. (Sii felice come hai sempre voluto)
- 1996: Criança melhor, mundo melhor. (Bambini migliori, un mondo migliore)
- 1999: Globo 2000, no coração do Brasil. (Globo 2000, nel cuore del Brasile)
- 2001-2002: Paz, a gente é que faz. (La pace, la facciamo noi)
- 2005: A emoção de fazer parte da sua vida. (L'emozione di far parte della tua vita)
- 2006: 2007, nossos sonhos serão verdade. (Nel 2007 i nostri sogni si avvereranno)
- 2007: Em 2008, sonhos serão verdade. (Nel 2008 i sogni si avvereranno)
- 2008: Em 2009, fique mais perto de quem você gosta.
- 2009: Globo 45 anos. Em 2010, a gente se vê por aqui.
- 2010: Realizar sonhos é mais simples do que você imagina. 2011, todos nossos sonhos serão verdade.
- 2011: A gente se vê por aqui.
- 2012: A gente se liga em você.
- 2014: Tem talento surgindo por todo o Brasil. Vem aí 2015, o ano dos 50 anos da Globo.

Grandi eventi sportivi
- 1994: 94 Copa do Mundo. A Globo é mais Brasil. (94 Mondiale di Calcio. Globo è pro Brasile)
- 1998: Copa 98. A Globo é mais Brasil. (Mondiale 98. Globo è pro Brasile)
- 2000: Olimpíadas 2000, A Globo é mais Brasil (Olimpiadi 2000, Globo è pro Brasile)
- 2006: Tá na Globo, tá na Copa. (Se è su Globo, è sul Mondiale)
- 2007: Rio 2007. A Globo é mais Brasil.
- 2008: Globo. O nosso esporte é torcer pelo Brasil. (Globo. Il nostro sport è tifare Brasile)
- 2010: Em 2010, pega o hexa Brasil! (2010, cattura il sesto (titolo mondiale), Brasile!)